# Bertula terminalis
Bertula terminalis là một loài bướm đêm trong họ Erebidae.